# Москера, Йон
Йон Эдисон Моске́ра Реболье́до (исп. Jhon Edison Mosquera Rebolledo; род. 8 мая 1990, Кали) — колумбийский футболист, полузащитник чешской «Дуклы».

## Клубная карьера
В 2007 году Москера переехал в Испанию, Мальорку. В 2012 году, в составе клуба «Алькояно», он сыграл против «Реал Мадрида» в кубке Испании.
В 2014 году Москера перешёл в чешский клуб «Богемианс 1905» и стал первым колумбийским игроком в истории клуба. В августе 2014 года он забил первый гол за «кенгуру» в матче чемпионата Чехии клубу «Пршибрам».
В июле 2021 года стал игроком пльзеньской «Виктории», подписав с клубом двухлетний контракт.
29 января 2005 года в качестве свободного агента перешёл в пражскую «Дуклу», подписав с клубом контракт до конца сезона 2024/25.

## Достижения
«Виктория» Пльзень
- Чемпион Чехии: 2021/22